# Championnat d'Italie de rugby à XV de 2e division 2015-2016
Navigation
Série A 2014-2015 Série A 2016-2017
Le Championnat d'Italie de rugby à XV de 2e division 2015-2016 ou Campionato Italiano di Serie A 2015-2016 voit s'affronter vingt-quatre équipes en quatre groupes parmi lesquelles une est promue en Eccellenza et quatre sont reléguées en Série B (it) à la fin de la saison.

## Équipes participantes
| Girone 1 - ASD Rugby Milano - Acc. Naz. I. Francescato - CUS Genova - Pro Recco Rugby - UR Prato Sesto - Rugby Brescia | Girone 2 - S. Margherita Valpolicella - Patarò Lumezzane - Rugby Reggio - Rugby Colorno - CUS Torino - F. & M. CUS Verona | Girone 3 - Valsugana Padova - Rugby Paese - Rugby Udine - Ruggers Tarvisium - Rugby Casale - Rangers Vicenza | Girone 4 - CUS Perugia - Gran Sasso Rugby - CUS Roma Rugby - Toscana Aeroporti - Primavera Rugby - UR Capitolina |

## Saison régulière

### Girone 1
| Milan Parme Gênes Recco Prato Brescia |

| Équipe                      | Stade                | Capacité | Ville   |
| --------------------------- | -------------------- | -------- | ------- |
| ASD Rugby Milano            | -                    |          | Milan   |
| Acc. Naz. I. Francescato    | -                    |          | Parme   |
| Pro Recco                   | Campo Carlo Androne  |          | Recco   |
| Banco S. Giorgio CUS Genova | -                    |          | Gênes   |
| UR Prato Sesto              | -                    |          | Prato   |
| Rugby Brescia               | Campo Aldo Invernici |          | Brescia |

#### Classement
| Rang | Club                  | J  | V | N | D | Bo | Bd | Pm  | Pe  | Diff | Pts |
| ---- | --------------------- | -- | - | - | - | -- | -- | --- | --- | ---- | --- |
| 1    | Acc. Naz. Francescato | 10 | 6 | 0 | 4 | 6  | 0  | 275 | 166 | +109 | 30  |
| 2    | Brescia               | 10 | 6 | 1 | 3 | 4  | 0  | 168 | 149 | +19  | 30  |
| 3    | Pro Recco             | 10 | 6 | 1 | 3 | 3  | 0  | 249 | 187 | +62  | 29  |
| 4    | Prato Sesto           | 10 | 6 | 0 | 4 | 4  | 0  | 169 | 208 | -39  | 28  |
| 5    | CUS Genova            | 10 | 3 | 2 | 5 | 4  | 0  | 195 | 230 | -35  | 20  |
| 6    | ASD Milano            | 10 | 1 | 0 | 9 | 3  | 0  | 170 | 286 | -116 | 7   |

|  | Qualifiés pour la Pool Promozione (no 1, no 2, no 3).    |
|  | Qualifiés pour la Pool Retrocessione (no 4, no 5, no 6). |
|  | P : promu Série B 2015 • R : relégué 2015                |

Attribution des points : victoire sur tapis vert : 5, victoire : 4, match nul : 2, défaite : 0, forfait : -2 ; plus les bonus (offensif : 4 essais marqués ; défensif : défaite par 7 points d'écart ou moins).

### Girone 2
| San Pietro Lumezzane Reggio Emilia Colorno Turin Vérone |

| Équipe                     | Stade                   | Capacité | Ville           |
| -------------------------- | ----------------------- | -------- | --------------- |
| S. Margherita Valpolicella | Campo Comunale          |          | San Pietro      |
| Patarò Lumezzane           | -                       |          | Lumezzane       |
| Rugby Reggio               | Centre sportif Canalina |          | Reggio d'Émilie |
| Rugby Colorno FC           | -                       |          | Colorno         |
| CUS Torino Rugby           | Campo Carlo Guglielmino |          | Grugliasco      |
| F. & M. CUS Verona         | Campo Gavagnin - Nocini |          | Vérone          |

#### Classement
| Rang | Club               | J  | V | N | D  | Bo | Bd | Pm  | Pe  | Diff | Pts |
| ---- | ------------------ | -- | - | - | -- | -- | -- | --- | --- | ---- | --- |
| 1    | Rugby Reggio       | 10 | 9 | 0 | 1  | 9  | 0  | 423 | 126 | +297 | 45  |
| 2    | Rugby Colorno      | 10 | 9 | 0 | 1  | 7  | 0  | 369 | 162 | +207 | 43  |
| 3    | F. & M. CUS Verona | 10 | 5 | 0 | 5  | 3  | 0  | 172 | 201 | -29  | 23  |
| 4    | Patarò Lumezzane   | 10 | 4 | 0 | 6  | 5  | 0  | 218 | 259 | -41  | 21  |
| 5    | S. Margherita      | 10 | 3 | 0 | 7  | 3  | 0  | 156 | 237 | -81  | 15  |
| 6    | CUS Torino         | 10 | 0 | 0 | 10 | 1  | 0  | 105 | 458 | -353 | 1   |

|  | Qualifiés pour la Pool Promozione (no 1, no 2, no 3).    |
|  | Qualifiés pour la Pool Retrocessione (no 4, no 5, no 6). |
|  | P : promu Série B 2015 • R : relégué 2015                |

Attribution des points : victoire sur tapis vert : 5, victoire : 4, match nul : 2, défaite : 0, forfait : -2 ; plus les bonus (offensif : 4 essais marqués ; défensif : défaite par 7 points d'écart ou moins).

### Girone 3
| Padoue Paese Udine Trévise Casale sul Sile Vicence |

| Équipe                | Stade                  | Capacité | Ville   |
| --------------------- | ---------------------- | -------- | ------- |
| Valsugana Rugby PD    | -                      |          | Padoue  |
| Rugby Paese           | -                      |          | Paese   |
| Rugby Udine           | Rugby Stadium O. Gerli |          | Udine   |
| Ruggers Tarvisium     | Campo S. Paolo         |          | Trévise |
| Rugby Casale          | -                      |          | Casale  |
| Rangers Rugby Vicenza | -                      |          | Vicence |

#### Classement
| Rang | Club                  | J  | V | N | D | Bo | Bd | Pm  | Pe  | Diff | Pts |
| ---- | --------------------- | -- | - | - | - | -- | -- | --- | --- | ---- | --- |
| 1    | Ruggers Tarvisium     | 10 | 6 | 2 | 2 | 4  | 0  | 239 | 176 | +63  | 32  |
| 2    | Rangers Rugby Vicenza | 10 | 6 | 1 | 3 | 6  | 0  | 234 | 179 | +55  | 32  |
| 3    | Rugby Casale          | 10 | 7 | 1 | 2 | 2  | 0  | 246 | 202 | +44  | 32  |
| 4    | Udine                 | 10 | 5 | 0 | 5 | 6  | 0  | 247 | 202 | +45  | 26  |
| 5    | Valsugana             | 10 | 2 | 2 | 6 | 4  | 0  | 171 | 209 | -38  | 16  |
| 6    | Rugby Paese           | 10 | 1 | 0 | 9 | 5  | 0  | 159 | 328 | -169 | 9   |

|  | Qualifiés pour la Pool Promozione (no 1, no 2, no 3).    |
|  | Qualifiés pour la Pool Retrocessione (no 4, no 5, no 6). |
|  | P : promu Série B 2015 • R : relégué 2015                |

Attribution des points : victoire sur tapis vert : 5, victoire : 4, match nul : 2, défaite : 0, forfait : -2 ; plus les bonus (offensif : 4 essais marqués ; défensif : défaite par 7 points d'écart ou moins).

### Girone 4
| L'Aquila Capitolina Florence Primavera Pérouse CUS Roma |

| Équipe            | Stade                         | Capacité | Ville    |
| ----------------- | ----------------------------- | -------- | -------- |
| Gran Sasso Rugby  | -                             |          | L'Aquila |
| UR Capitolina     | Campo dell'Unione             | 2 000    | Rome     |
| Toscana Aeroporti | Impianto polivalente Padovani |          | Florence |
| Primavera Rugby   | Centro sportivo Giulio Onesti |          | Rome     |
| CUS Perugia       | -                             |          | Pérouse  |
| CUS Roma Rugby    | -                             |          | Rome     |

#### Classement
| Rang | Club              | J  | V | N | D | Bo | Bd | Pm  | Pe  | Diff | Pts |
| ---- | ----------------- | -- | - | - | - | -- | -- | --- | --- | ---- | --- |
| 1    | UR Capitolina     | 10 | 7 | 1 | 2 | 7  | 0  | 251 | 179 | +72  | 37  |
| 2    | Toscana Aeroporti | 10 | 6 | 0 | 4 | 8  | 0  | 216 | 142 | +74  | 32  |
| 3    | Gran Sasso Rugby  | 10 | 6 | 0 | 4 | 7  | 0  | 203 | 134 | +69  | 31  |
| 4    | Primavera Rugby   | 10 | 5 | 1 | 4 | 0  | 0  | 193 | 195 | -2   | 22  |
| 5    | CUS Roma          | 10 | 2 | 1 | 7 | 2  | 0  | 158 | 257 | -99  | 12  |
| 6    | CUS Perugia       | 10 | 2 | 1 | 7 | 1  | 0  | 140 | 254 | -114 | 11  |

|  | Qualifiés pour la Pool Promozione (no 1, no 2, no 3).    |
|  | Qualifiés pour la Pool Retrocessione (no 4, no 5, no 6). |

Attribution des points : victoire sur tapis vert : 5, victoire : 4, match nul : 2, défaite : 0, forfait : -2 ; plus les bonus (offensif : 4 essais marqués ; défensif : défaite par 7 points d'écart ou moins).

## Pool Promozione

### Pool Promozione 1
Le tournoi se dispute entre les 3 premiers du Girone 1 et ceux du Girone 4. 

#### Classement
| Rang | Club                  | J  | V | N | D | Bo | Bd | Pm  | Pe  | Diff | Pts |
| ---- | --------------------- | -- | - | - | - | -- | -- | --- | --- | ---- | --- |
| 1    | Pro Recco             | 10 | 7 | 1 | 2 | 6  | 1  | 316 | 218 | +98  | 37  |
| 2    | Acc. Naz. Francescato | 10 | 7 | 0 | 3 | 6  | 1  | 329 | 197 | +132 | 35  |
| 2    | UR Capitolina         | 10 | 6 | 1 | 3 | 4  | 2  | 223 | 177 | +46  | 32  |
| 4    | Toscana Aeroporti     | 10 | 5 | 0 | 5 | 2  | 3  | 230 | 185 | +45  | 25  |
| 5    | Brescia               | 10 | 3 | 0 | 7 | 2  | 2  | 167 | 321 | -154 | 16  |
| 6    | Gran Sasso Rugby      | 10 | 1 | 0 | 9 | 0  | 3  | 157 | 324 | -167 | 7   |

|  | Qualifiés pour les demi-finales (no 1, no 2). |

Attribution des points : victoire sur tapis vert : 5, victoire : 4, match nul : 2, défaite : 0, forfait : -2 ; plus les bonus (offensif : 4 essais marqués ; défensif : défaite par 7 points d'écart ou moins).

### Pool Promozione 2
Le tournoi se dispute entre les 3 premiers du Girone 2 et ceux du Girone 3. 

#### Classement
| Rang | Club                  | J  | V | N | D | Bo | Bd | Pm  | Pe  | Diff | Pts |
| ---- | --------------------- | -- | - | - | - | -- | -- | --- | --- | ---- | --- |
| 1    | Rugby Reggio          | 10 | 9 | 0 | 1 | 7  | 1  | 315 | 127 | +188 | 44  |
| 2    | Rugby Colorno         | 10 | 8 | 0 | 2 | 4  | 0  | 316 | 147 | +169 | 36  |
| 3    | Rugby Casale          | 10 | 5 | 0 | 5 | 3  | 1  | 197 | 214 | -17  | 24  |
| 4    | Ruggers Tarvisium     | 10 | 4 | 0 | 6 | 2  | 1  | 182 | 242 | -60  | 19  |
| 5    | F. & M. CUS Verona    | 10 | 3 | 0 | 7 | 1  | 2  | 157 | 266 | -109 | 15  |
| 6    | Rangers Rugby Vicenza | 10 | 1 | 0 | 9 | 0  | 2  | 137 | 308 | -171 | 6   |

|  | Qualifiés pour les demi-finales (no 1, no 2). |

Attribution des points : victoire sur tapis vert : 5, victoire : 4, match nul : 2, défaite : 0, forfait : -2 ; plus les bonus (offensif : 4 essais marqués ; défensif : défaite par 7 points d'écart ou moins).

## Pool Retrocessione

### Pool Retrocessione 1
Le tournoi se dispute entre les 3 derniers du Girone 1 et ceux du Girone 4. Les clubs terminant 5e et 6e sont rétrogradés en Serie B.

#### Classement
| Rang | Club            | J  | V | N | D | Bo | Bd | Pm  | Pe  | Diff | Pts |
| ---- | --------------- | -- | - | - | - | -- | -- | --- | --- | ---- | --- |
| 1    | CUS Genova      | 10 | 7 | 0 | 3 | 3  | 0  | 200 | 125 | +75  | 31  |
| 2    | Prato Sesto     | 10 | 6 | 0 | 4 | 0  | 0  | 164 | 157 | +7   | 24  |
| 3    | Primavera Rugby | 10 | 5 | 1 | 4 | 0  | 1  | 164 | 184 | -20  | 23  |
| 4    | ASD Milano      | 10 | 4 | 1 | 5 | 2  | 2  | 186 | 172 | +14  | 22  |
| 5    | CUS Roma        | 10 | 3 | 0 | 7 | 4  | 4  | 203 | 197 | +6   | 20  |
| 6    | CUS Perugia     | 10 | 4 | 0 | 6 | 1  | 2  | 140 | 222 | -82  | 19  |

|  | Relégués en Serie B (no 5, no 6). |

Attribution des points : victoire sur tapis vert : 5, victoire : 4, match nul : 2, défaite : 0, forfait : -2 ; plus les bonus (offensif : 4 essais marqués ; défensif : défaite par 7 points d'écart ou moins).

### Pool Pool Retrocessione 2
Le tournoi se dispute entre les 3 derniers du Girone 2 et ceux du Girone 3. Les clubs terminant 5e et 6e sont rétrogradés en Serie B.

#### Classement
| Rang | Club             | J  | V | N | D | Bo | Bd | Pm  | Pe  | Diff | Pts |
| ---- | ---------------- | -- | - | - | - | -- | -- | --- | --- | ---- | --- |
| 1    | Valsugana        | 10 | 7 | 0 | 3 | 1  | 2  | 183 | 188 | -5   | 31  |
| 2    | Udine            | 10 | 5 | 0 | 5 | 5  | 5  | 251 | 186 | +65  | 30  |
| 3    | S. Margherita    | 10 | 6 | 0 | 4 | 2  | 1  | 172 | 171 | +1   | 27  |
| 4    | Patarò Lumezzane | 10 | 5 | 0 | 5 | 3  | 2  | 222 | 167 | +55  | 25  |
| 5    | CUS Torino       | 10 | 5 | 0 | 5 | 2  | 2  | 184 | 213 | -29  | 24  |
| 6    | Rugby Paese      | 10 | 2 | 0 | 8 | 0  | 5  | 154 | 241 | -87  | 13  |

|  | Relégués en Serie B (no 5, no 6). |

Attribution des points : victoire sur tapis vert : 5, victoire : 4, match nul : 2, défaite : 0, forfait : -2 ; plus les bonus (offensif : 4 essais marqués ; défensif : défaite par 7 points d'écart ou moins).

## Phase finale

### Demi-finales
L'Unione R. Capitolina remplace l'Accademia Nazionale Francescato qui ne peut participer aux playoffs.
| 8 mai 2016 | Rugby Colorno | 15 - 5 | Pro Recco Rugby |  |
| 8 mai 2016 |               |        |                 |  |
| 8 mai 2016 |               |        |                 |  |

| 8 mai 2016 | UR Capitolina | 23 - 27 | Rugby Reggio |  |
| 8 mai 2016 |               |         |              |  |
| 8 mai 2016 |               |         |              |  |

| 15 mai 2016 | Pro Recco Rugby | 22 - 5 | Rugby Colorno |  |
| 15 mai 2016 |                 |        |               |  |
| 15 mai 2016 |                 |        |               |  |

| 15 mai 2016 | Rugby Reggio | 30 - 20 | UR Capitolina |  |
| 15 mai 2016 |              |         |               |  |
| 15 mai 2016 |              |         |               |  |

### Finale
| 22 mai 2016 16 h 00 | Pro Recco Rugby | 5 - 33 | Rugby Reggio | Stadio Luigi Zaffanella, Viadana Arbitre : Tomò |
| 22 mai 2016 16 h 00 |                 |        |              | Stadio Luigi Zaffanella, Viadana Arbitre : Tomò |
| 22 mai 2016 16 h 00 |                 |        |              | Stadio Luigi Zaffanella, Viadana Arbitre : Tomò |